# Bitis harenna
Espèce
Bitis harenna est une espèce de serpents de la famille des Viperidae.

## Répartition

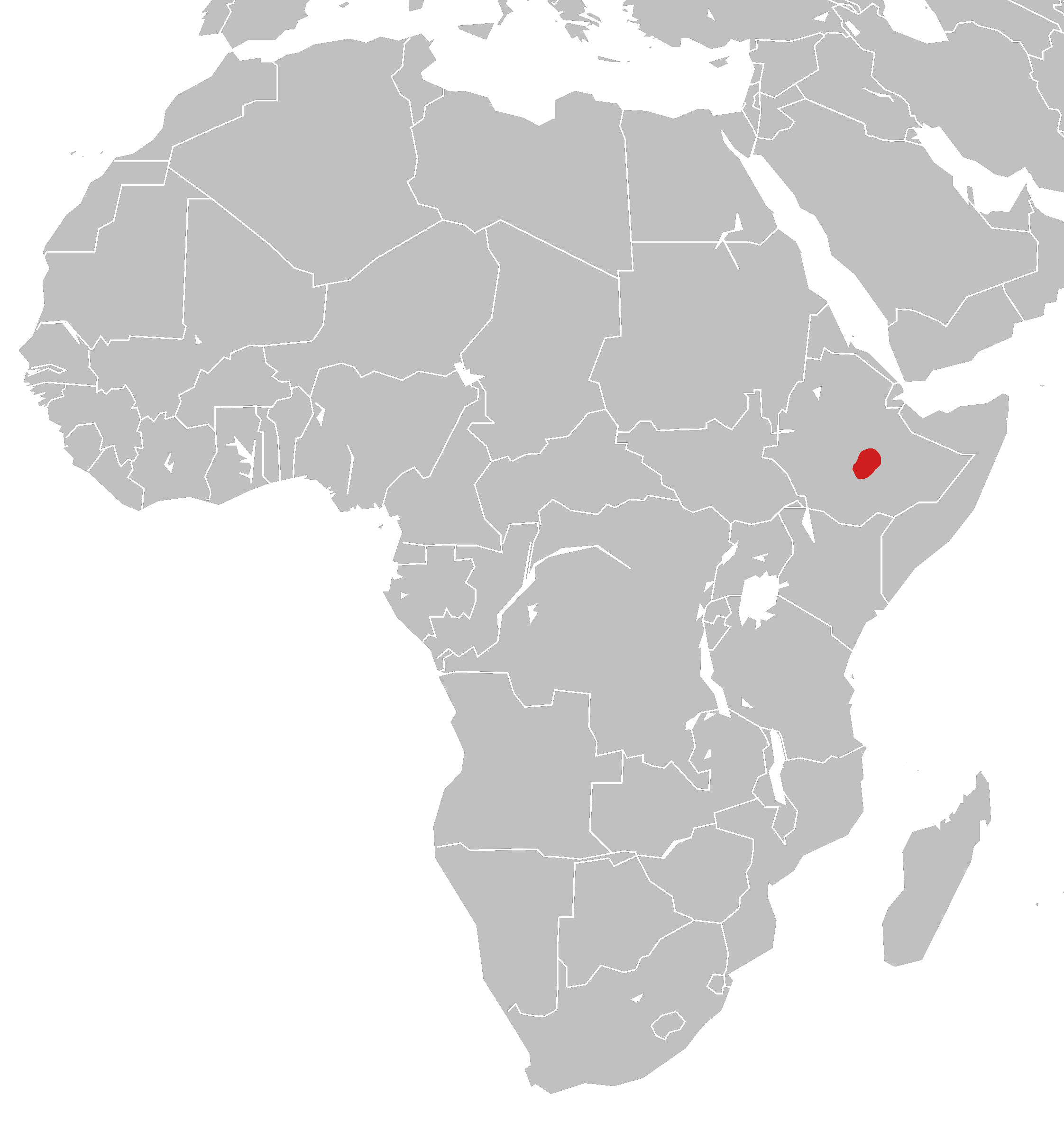
Aire de répartition

Ce serpent se rencontre en Éthiopie.

## Publication originale
- David J. Gower, Edward O. Z. Wade, Stephen Spawls, Wolfgang Böhme, Evan R. Buechley, Daniel Sykes & Timothy J. Colston, 2016 : A new large species of Bitis Gray, 1842 (Serpentes: Viperidae) from the Bale Mountains of Ethiopia. Zootaxa 4093 vol. 1, pp. 041-063 lire en ligne (en)